# François Cottignies
François Cottignies (Cotigny, Cottigny, De Cottignies ou Decottignies, né le 16 janvier 1678 à Lille, où il est mort le 1er février 1740) est un chansonnier lillois connu sous le nom de Brûle Maison ou Brûle-Maison.
Le chansonnier pour attirer à lui la foule mettait le feu à une maison en papier, ce qui est à l'origine de son surnom. 
Lille a une rue Brûle-Maison en son hommage.

## Le personnage du Broutteux
Le terme « broutteux » est une particularité locale désignant les gens poussant des brouettes. « Broutteux » a pour origine le fait que les habitants de Tourcoing, sous l'Ancien Régime, allaient au grand marché de Lille une fois par semaine ou par mois pour vendre la laine qu'ils avaient peignée artisanalement dans le bourg. Tandis que les notables tourquennois s'y rendaient en calèche, les ouvriers et gens du commun mettaient le tissu dans des brouettes et partaient courageusement à pied vers la capitale des Flandres (qui est tout de même située à quinze kilomètres de Tourcoing). Ce qui amena progressivement les Lillois à désigner les Tourquennois comme les broutteux.
Considérant les Tourquennois comme des rustres, un chansonnier lillois, Brûle-Maison trouva que les « broutteux » avaient bon dos pour être les dindons de la farce récurrents dans ses fabliaux. « Être un broutteux » fut bientôt synonyme à Lille d'une idiotie rarement égalée. On dit que Brûle-Maison faillit plusieurs fois être roué de coups par des Tourquennois furieux, notamment lorsque son ironie vira à l'insulte dans sa ballade Les Tourquennois pleurant la mort de leur seigneur, le Duc d'Havré. 
Lorsque le chansonnier lillois mourut, on raconte que des feux de joie se déroulèrent à Tourcoing.
Un restaurant situé à Roubaix, le broutteux, présente sur sa façade une représentation du brouteux qui pousse sa brouette.
Le poète tourquennois Jules Watteeuw, a plus tard adopté le pseudonyme Le Broutteux, et fait mention du mauvais traitement des Tourquennois par Brule majon dans sa chanson Le Tourtchégno à brouette.

## Pourquoi Brûle-Maison se moquait-il des Tourquennois?
Le dialecte picard de la région de Lille (de nos jours surnommé « ch'ti ») subit, quand il est parlé à Roubaix et Tourcoing, une modification dans la prononciation du « k » initial. Ceci prête à rire de la même manière que l'accent irlandais fait rire les Anglais, le belge ou le suisse les Français, ou le frison les Allemands. Par exemple :
« kan te rakour trop rade te ké su tin ku » (quand tu rappliques trop vite tu tombes sur le derrière) donne à Roubaix-Tourcoing : « tchan k'te ratcheur trop rate te tché su tin tchu ».